# الإعلان الدستوري للأنصار الله الحوثيون
الإعلان الدستوري للحوثيين هو بيان أعلنه الحوثيين في اليمن بعد انقلاب اليمن 2014، قضى بحل مجلس النواب اليمني الذي سبق أن قدم الرئيس اليمني عبد ربه منصور هادي استقالته إليه، وتشكيل مجلس وطني انتقالي، مكون من 551 عضوا، يتولى اختيار مجلس رئاسي من 5 أعضاء، وتعيين حكومة من الكفاءات، وقد صدر الإعلان عن اللجنة الثورية، التي يرأسها محمد علي الحوثي.

## خلفيه
سيطرت جماعة الحوثيين على صنعاء بعد أربعة أيام من المعارك مع قوات مؤيدة للواء علي محسن الأحمر في 21 سبتمبر 2014. أعقب ذلك تمدد الحوثيين في محافظة إب والحديدة والبيضاء، وعمليات اقتحام لوزارات ومؤسسات حكومية تستهدف إزالة أعضاء حزب التجمع اليمني للإصلاح بذريعة مكافحة الفساد في اليمن، ومكافحة الفساد لديهم تعني إزالة الموالين لعلي محسن الأحمر وحزب التجمع اليمني للإصلاح الذين عينوا في مناصبهم بطريقة مشابهة واستبدالهم، بموالين لهم و
سرعان ما تغيرت لهجتهم اتجاه الرئيس عبد ربه منصور هادي واتهمه عبد الملك الحوثي في أكثر من خطاب بحماية الفساد ودعم الإرهاب، في 17 يناير 2015 إختطف الحوثيين مدير مكتب رئيس الجمهورية أحمد عوض بن مبارك متهمينه بالفساد المالي والإداري وتمرير «مسودة الدستور» دون توافق على مسألة شكل الدولة.
أندلعت اشتباكات مسلحة في 19 يناير بين ميليشيات الحوثيين وقوات الحرس الرئاسي في صنعاء،، وذلك بعد يومين من اختطاف أحمد عوض بن مبارك وتهديد الجماعة بـ«سلسلة إجراءات خاصة».
سيطر الحوثيين على مجمع دار الرئاسة بصنعاء الذي يشمل عدة معسكرات للجيش وعلى معسكر الصواريخ، ووصف قائد قوات الحماية الرئاسية العميد صالح الجعيملاني بأن ما يجري هو «محاولة انقلاب»،، في مساء 20 يناير 2015، ألقى عبد الملك الحوثي خطاباً طالب فيه بأربعة نقاط تتعلق بمسودة الدستور وتنفيذ الشراكة ومعالجة الاوضاع في محافظة مأرب.

### استقالة الرئيس
استجاب الرئيس لمطالب عبد الملك الحوثي، وتم الإتفاق مع الحوثيين مقابل ذلك أن يطلق سراح مدير مكتب الرئيس المعتقل فور توقيع الإتفاق، وأن ينسحب الحوثيين من المناطق التي سيطروا عليها خلال الاشتباكات الأخيرة أهمها المواقع المطلة على منزل «رئيس الجمهورية» ومن دار الرئاسة والقصر الجمهوري الذي يسكن فيه رئيس الوزراء، ومن معسكر الصواريخ.
لم يلتزم الحوثيين بالإتفاق الأخير ولم ينسحب الحوثيين من دار الرئاسة أو يطلقوا سراح «بن مبارك» حينها، وحسب مستشار الرئيس هادي، طلب الحوثيين تعيين العشرات من أنصارهم في مناصب قيادية وعسكرية أهمها تعيين نائباً للرئيس ، قدم خالد بحاح استقالة حكومته في 22 يناير 2015، وقال في بيان استقالة الحكومة انها جائت «حتى لا تكون الحكومة طرفاً في ما يحدث وفيما سيحدث»، وبعد ذلك قدم الرئيس عبد ربه منصور هادي استقالته إلى مجلس النواب اليمني ، وكان من المتوقع أن يعقد البرلمان جلسة لتحديد قبول الاستقالة أو رفضها وهو ما لم يتم حتى إعلان الحوثيين بيان الانقلاب.

## أهم بنود الإعلان
| الإعلان الدستوري للأنصار الله الحوثيون | 1. يستمر العمل بإحكام الدستور النافذ ولا تتعارض مع أحكام هذا الإعلان. 2. ينظم الإعلان قواعد الحكم خلال المرحلة الانتقالية. 3. الحقوق والحريات عامة مكفولة وتلتزم الدول بحمايتها. 4. تقوم السياسة الخارجية للدولة على أساس الالتزام بمبدأ حسن الجوار وعدم التدخل في الشؤون الداخلية واعتماد الوسائل السليمة والسلمية في حل المنازعات والتعامل لتحقيق المصالح المشتركة بما يحفظ سيادة الوطن واستقلاله ومصالحه. 5. اللجنة الثورية تفرع عنها اللجان الثورية في المحافظات والمديريات في أنحاء الجمهورية. المجلس الوطني الانتقالي: 6. يشكل من اللجنة الثورية مجلس وطني انتقالي عدد أعضائه 551 عضوا يحل محل مجلس النواب المنحل ويشمل المكونات غير الممثلة فيه ويحق لأعضاء المجلس المنحل حق الانضمام إليه. 7. تحدد اللائحة لداخلية للمجلس نظام عمله وحقوق وواجبات أعضائه. 8. يتولى الرئاسة الجمهورية في المرحلة الانتقالية مجلس رئاسة مكون من 5 أعضاء ينتخبهم المجلس الوطني وتصادق على اللجنة الثورية. 9. تحدد اللائحة الداخلية للمجلس نظام عمله وحقوق وواجبات أعضائه. الحكومة الانتقالية: 10. يكلف مجلس الرئاسة من يراه من أعضاء المجلس الوطني أو من خارج بتشكيل حكومة انتقالية من الكفاءات الوطنية. أحكام عامة وختامية: 11. تختص اللجنة الثورية باتخاذ كافة الإجراءات والضرورة الضرورية لحماية سيادة الوطن وآمنه واستقراره وحماية حقوق وحريات المواطنين. 12. تحدد اختصاصات المجلس الوطني ومجلس الرئاسة والحكومة بقرار مكمل للإعلان تصدره اللجنة الثورية. 13. تلتزم سلطات الدولية الانتقالية خلال مدة أقصاها عامان بالعمل على انجاز الاستحقاقات المرحلة الانتقالية من مرجعيتي الحوار الوطني واتفاق السلم والشراكة ومنها مراجعة مسودة الدستور الجديد وسن القوانين التي تتطلبها المرحلة التأسيسية والاستفتاء على الدستور تمهيدا لانتقال البلاد إلى الوضع الدائم وإجراء الانتخابات النيابية والرئاسية وفقا لإحكامه. 14. تستمر التشريعات النافذة مالم تتعارض صراحة أو ضمنا مع نصوص هذا الإعلان. 15. يعد هذا الإعلان نافذا من تاريخ صدوره. | الإعلان الدستوري للأنصار الله الحوثيون |

## طالع ايضاً
- الحرب الأهلية اليمنية (2015).
- التدخل العسكري في اليمن